# دول الهملايا
دول الهملايا هي مجموعة من البلدان التي تمتد على سلسلة جبال الهملايا في آسيا. المنطقة مقسمة بين غرب الهملايا والهملايا الشرقية. تقع دولتان ذات سيادة، هما نيبال وبوتان، بالكامل تقريبًا داخل سلسلة الجبال. تغطي المجموعة أيضًا جنوب التبت وولايات الهملايا الهندية في شمال شرق الهند وشمال باكستان. يُضمن شرق أفغانستان وشمال ميَنمار أيضًا في بعض الأحيان.
سكان هذه المنطقة هم في معظمه من الناطقين باللغتين الهندية الآرية وتيبيتو بورمان،  حين أن الديانات الرئيسة هي البوذية والهندوسية والإسلام.
بعض الأنهار الرئيسة تنبع من جبال الهملايا مثل السند والغانج وبراهمابوترا وإيراوادي.